# Jack Reed
Pour les articles homonymes, voir Reed.
John Francis Reed, dit Jack Reed, né le 12 novembre 1949 à Providence (Rhode Island), est un homme politique américain. Membre du Parti démocrate, il est élu de Rhode Island au Congrès des États-Unis depuis 1991, d'abord à la Chambre des représentants, puis au Sénat à partir de 1997.

## Biographie
Diplômé de l'académie LaSalle à Providence, et diplômé en science de l'Académie militaire de West Point, il continue ses études à la John F. Kennedy School of Government de l'université Harvard, où il obtient une maîtrise en politique publique.
En 1979, Reed quitte l'armée avec le grade de capitaine pour terminer en 1982 ses études de droit à l'université Harvard.
Pendant quelque temps, il travaille dans un cabinet juridique de Washington, D.C. avant de revenir au Rhode Island pour rejoindre une autre firme juridique à Providence.
En 1984, Reed est élu au sénat du Rhode Island.
Après trois mandats, en 1990, il est élu à la Chambre des représentants des États-Unis.
En 1996, il est élu au Sénat des États-Unis.
Candidat à un cinquième mandat lors des élections de élections de 2020, il n'a pas d'adversaire lors de la primaire démocrate. Il affronte lors de l'élection générale le républicain Allen Watters, qui perd le soutien de son parti après que soient révélées d'anciennes accusations de violences conjugales. Reed est largement réélu lors du scrutin du 3 novembre. Après que les démocrates aient repris la majorité au Sénat à l'issue des élections, il devient président de la commission sénatoriale sur les forces armées.